# Giacinto della Torre

Stemma di Giacinto dell Torre nell'araldica napoleonica, in quanto senatore e conte dell'Impero

Giacinto Vincenzo della Torre (Saluzzo, 15 marzo 1747 – Torino, 8 aprile 1814) è stato un arcivescovo cattolico italiano.

## Biografia
Giacinto della Torre nacque a Saluzzo il 15 marzo 1747 in seno alla nobile famiglia dei Della Torre, conti della Valle di Lucerna, un ramo dei Della Torre di Milano.
Ancora giovanissimo, intraprese la carriera ecclesiastica entrando nell'Ordine di Sant'Agostino, sino a divenirne priore del convento di Torino, nonché professore di lettere e teologia.
Per questi suoi meriti, fu eletto arcivescovo di Sassari nel 1790, rimanendo in Sardegna sino al 1797 quando fu richiamato in Piemonte per reggere la carica di vescovo di Acqui, con il titolo personale di arcivescovo.
Mantenne un atteggiamento di aperta adulazione verso Napoleone Bonaparte: il 22 dicembre 1798 esortava i fedeli all'obbedienza al governo repubblicano francese, nel luglio del 1804 pronunciò l'omelia Festeggiandosi con sacra pompa il faustissimo avvenimento di Napoleone Bonaparte al trono imperiale, che trabocca di toni encomiastici. Ad ogni modo difese i principii dell'ortodossia cattolica (sebbene il 7 aprile 1808 approvasse il Catechismo imperiale) e ottenne da Napoleone la riapertura del seminario arcivescovile e l'esenzione dal servizio militare per i chierici.
Fu fatto membro del Sénat conservateur il 14 agosto 1807, nominato conte dell'Impero il 20 luglio 1808 e successivamente promosso legionario, ufficiale (1808) e, il 30 giugno 1811, comandante della Legion d'Onore.
Alla rimozione dell'arcivescovo Carlo Luigi Buronzo del Signore, fu promosso alla sede metropolitana di Torino, nel 1805. Durante il suo episcopato si preoccupò di restaurare ed ingrandire la biblioteca arcivescovile..
Morì a Torino l'8 aprile 1814.

## Genealogia episcopale e successione apostolica
La genealogia episcopale è:
- Cardinale Scipione Rebiba
- Cardinale Giulio Antonio Santori
- Cardinale Girolamo Bernerio, O.P.
- Arcivescovo Galeazzo Sanvitale
- Cardinale Ludovico Ludovisi
- Cardinale Luigi Caetani
- Cardinale Ulderico Carpegna
- Cardinale Paluzzo Paluzzi Altieri degli Albertoni
- Papa Benedetto XIII
- Papa Benedetto XIV
- Cardinale Carlo Vittorio Amedeo Ignazio delle Lanze
- Cardinale Vittorio Maria Baldassare Gaetano Costa d'Arignano
- Arcivescovo Giacinto della Torre, O.E.S.A.

La successione apostolica è:
- Vescovo Luigi Antonio Arrighi de Casanova (1807)